# Операція «Дати Надію»
Операція «Дати Надію»  (англ. Operation Provide Hope) — гуманітарна операція, проведена повітряними силами США з метою забезпечення продуктами харчування та медичним обладнанням держави, що утворилися після розпаду Радянського Союзу, з метою підтримати молоді незалежні держави у період становлення демократії та переходу до ринкової економіки.

## Історія
23 січня 1992 року, на Міжнародній Координаційній конференції у Вашингтоні, держсекретаемр США Джеймсом Бейкером було оголошено про американську допомогу. Конгрес США виділив 100 мільйонів доларів на допомогу.
Операція розпочалася 10 лютого 1992 року. Генерал Гансфорд Т. Джонсон, командир Транспортного Командування Збройних сил США, призначив Джона Б. Семса, командира 60-го повітряно-транспортного крила ПС США, очолити першу фазу, яка отримала назву «Provide Hope I». У цей день 12 військово-транспортних літаків ВПС США Lockheed C-5 Galaxy («Гелексі») та Lockheed C-141 Starlifter («Старліфтер»), що базувалися в Німеччині й Туреччині, перевезли 500 тонн продовольства та медикаментів у 12 міст, серед яких Київ, Москва, Санкт-Петербург, Мінськ, Кишинів, Єреван, Алма-Ату, Душанбе, Ашхабад, Баку, Ташкент та Бішкек. До операції залучалися як літаки C-5, Lockheed C-130 Hercules  та C-141 Військово-повітряних сил США, так і цивільні авіалайнери, зафрахтовані Міністерством оборони США. 
У ході першої фази операції, що тривала до кінця лютого, ВПС США здійснили 65 вильотів та перевезли 2274 тонн гуманітарних вантажів (82% продуктів харчування та 18% медичного обладнання). З цих 65 місій 22 направлено у Росію; по 7 у Вірменію та Казахстан; 5 в Україну, 4 в Туркменістан, Азербайджан, Таджикистан та Узбекистан, 3 рейси у Киргизстан та Молдову, та 2 в Білорусь.
Спочатку допомога виділялася із запасів, що залишилися після війни в Перській затоці. Надлишки продовольства, медикаментів та медичних товарів Міністерства оборони США були накопичені в Європі, в очікуванні, що операція «Буря в пустелі» може тривати довше ані ж було заплановано.
До серпня 1993 було виконано 282 транспортних рейси й доставлено 7012 тонн вантажів. 
У червні 1997 року відбувся 500-й транспортний рейс в межах операції Provide Hope  .